# Tiling (cràter)
Tiling és un petit cràter d'impacte, no especialment destacat en la ubicació que ocupa sobre la cara oculta de la Lluna. Es localitza a un diàmetre al nord-nord-est del prominent cràter Fizeau.
La seva vora exterior està desgastada i arrodonida, amb un petit cràter travessant la vora occidental. El sòl interior és relativament pla i sense trets distintius, amb tan sols un petit impacte entre la vora oriental i la paret interior.

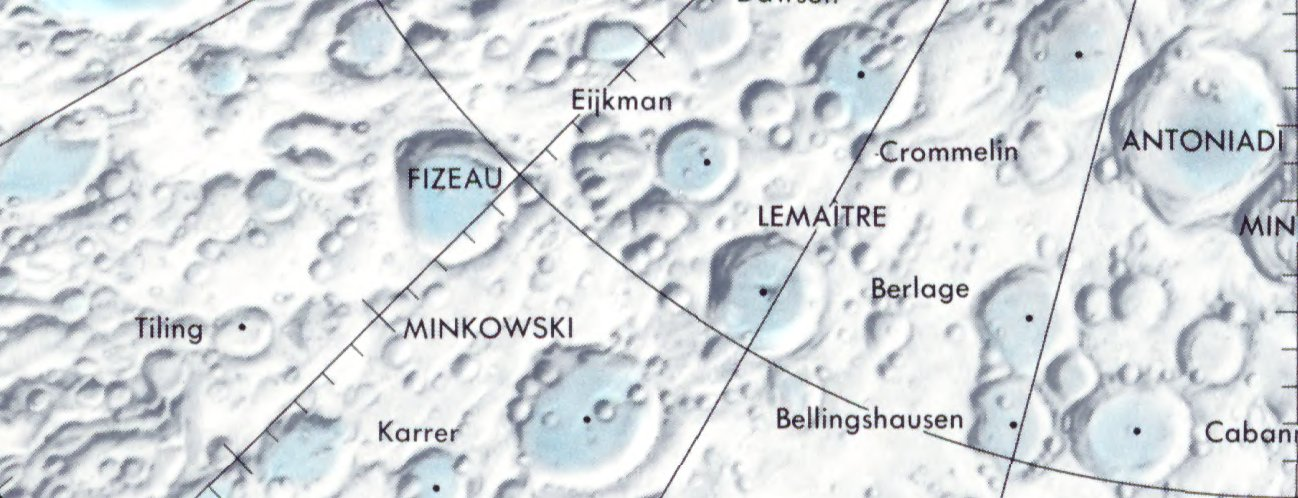
Localització de Tiling (inferior esquerra de la imatge)
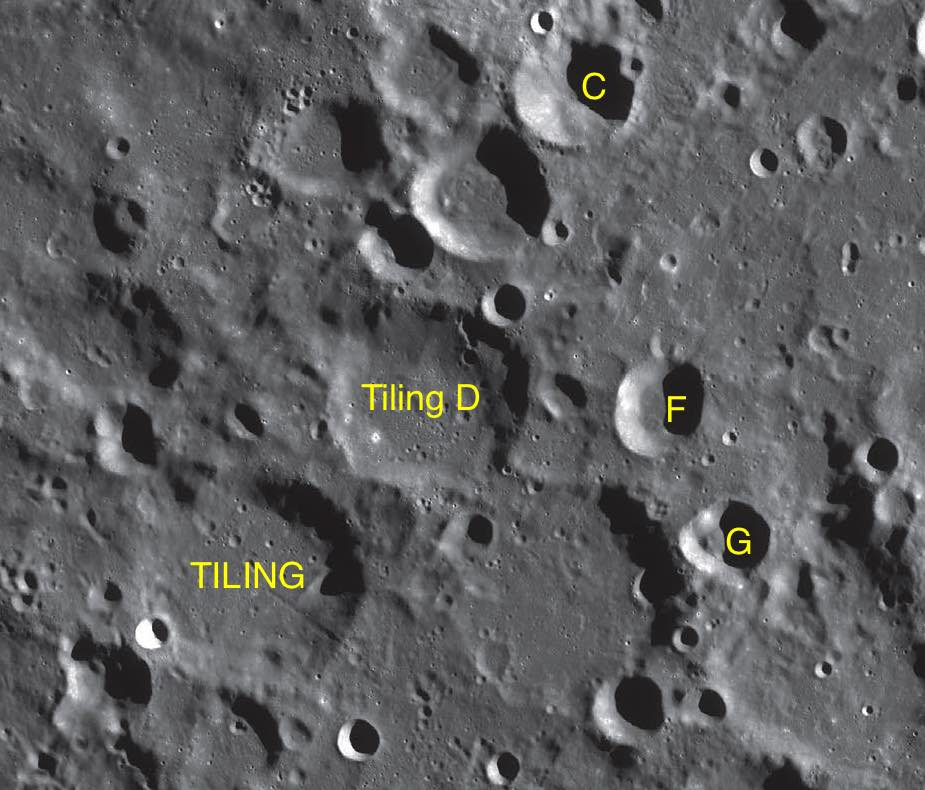
Cràters satèl·lit
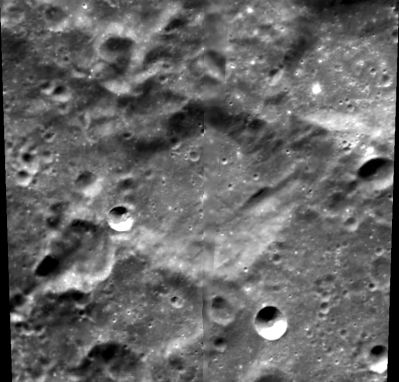
Imatge de la missió Clementine (1994)

Al nord-est de Tiling es localitza una esquerda amb rumb nord-est que interromp la superfície. Diverses d'aquestes esquerdes solquen el terreny irregular a l'est i al nord-est del cràter, totes elles disposades radialment respecte a la conca d'impacte de la Mare Orientale, situada més a nord.

## Cràters satèl·lit
Per convenció aquests elements són identificats en els mapes lunars posant la lletra en el costat del punt central del cràter que està més proper a Tiling.
| Tiling | Coordenades                            | Diàmetre |
| ------ | -------------------------------------- | -------- |
| C      | 50° 24′ S, 129° 42′ O / 50.4°S,129.7°O | 21 km    |
| D      | 52° 00′ S, 131° 12′ O / 52.0°S,131.2°O | 34 km    |
| F      | 52° 18′ S, 129° 00′ O / 52.3°S,129.0°O | 17 km    |
| G      | 53° 00′ S, 128° 36′ O / 53.0°S,128.6°O | 14 km    |